# Metachroma longicolle
Metachroma longicolle är en skalbaggsart som beskrevs av Martin Jacoby 1891. Metachroma longicolle ingår i släktet Metachroma och familjen bladbaggar. Inga underarter finns listade i Catalogue of Life.